# Falck (Familienname)
Falck ist ein deutscher, dänischer und schwedischer Familienname.

## Namensträger
- Anastasius Falck (1706–1761), deutscher Karmelit und Prior
- Anton Reinhard Falck (1777–1843), niederländischer Diplomat und Politiker
- August Falck (1882–nach 1935), schwedischer Theaterdirektor
- Carl Falck (Verwaltungsjurist) (1884–1947), deutscher Verwaltungsjurist
- Carl Falck (Manager) (1907–2016), norwegischer Manager
- Carl Philipp Falck (1816–1880), deutscher Pharmakologe
- Cats Falck (1953–1984), schwedische Fernsehjournalistin
- Éveline Lot-Falck (1918–1974), französische Anthropologin, Ethnologin und Religionswissenschaftlerin
- Georg von Falck (1786–1836), deutscher General und Politiker
- Georg Falck (1878–1947), deutscher Architekt
- Hans Heinrich Falck (1791–1874), estnischer Unternehmer
- Henriette Johanna Falck (vor 1851–nach 1864), Übersetzerin
- Hermann Falck (1917–1943), deutscher Widerstandskämpfer
- Hildegard Falck (* 1949), deutsche Leichtathletin
- Iman Wilhelm Falck (1736–1785), niederländischer Gouverneur von Ceylon
- Ingeborg Falck (1922–2005), deutsche Medizinerin und Hochschullehrerin
- Ismo Falck (* 1966), finnischer Bogenschütze
- Jakob Falck († 1528), Schweizer Täufer und Märtyrer, siehe Jakob Falk (Täufer)
- Jeremias Falck (1610–1677), deutscher Künstler
- Jesper Falck (* 1970), dänischer Fußballspieler
- Johan Peter Falck (1732–1774), schwedischer Botaniker
- Johann Christoph Falck (1772–1823), deutscher Kaufmann und Abgeordneter
- Karin Falck (* 1932), schwedische Moderatorin und Fernsehregisseurin
- Karl Falck (1863–1906), deutscher Lehrer und Heimatforscher
- Kristin Falck (* 1966), deutsche Informatikerin und Autorin
- Ludwig Falck (1928–2021), deutscher Historiker und Archivar
- Martin Falck (1888–1914), deutscher Musikwissenschaftler
- Martin von Falck (1962–2014), deutscher Ägyptologe
- Mattias Falck (* 1991), schwedischer Tischtennisspieler
- Niels Nikolaus Falck (1784–1850), deutscher Jurist und Staatsmann
- Otto Falck (1871–1945), deutscher Architekt und Philatelist
- Peter Falck (um 1468–1519), Schweizer Humanist, Diplomat und Bürgermeister
- Richard Falck (1873–1955), deutscher Pilzforscher
- Serge Falck (* 1961), belgisch-österreichischer Schauspieler und Drehbuchautor
- Ursula Falck (1907–1998), deutsche Politikerin (KPD), MdL Baden
- Willy Falck Hansen (1906–1978), dänischer Radrennfahrer
- Wolfgang Falck (Jagdflieger) (1910–2007), deutscher Jagdflieger
- Wolfgang Falck (Politiker) (1925–2021), deutscher Politiker (SRP)